# Porte de Laeken
Pour les articles homonymes, voir Laeken (homonymie).

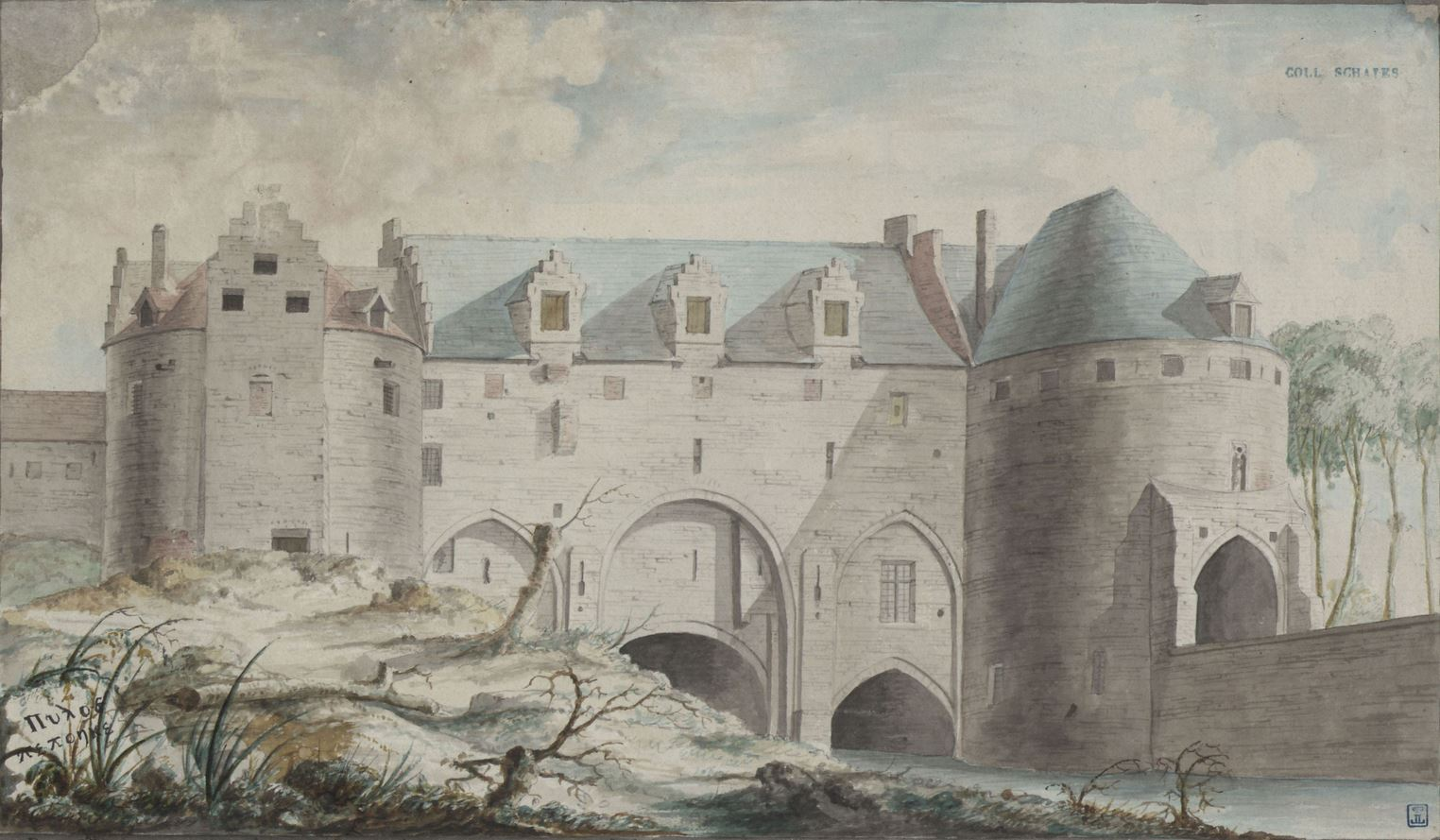
Vue de la porte de Laeken en 1786.

La porte de Laeken (en néerlandais : Lakensepoort) est à l'origine une porte de Bruxelles faisant partie de la seconde enceinte. Construite quelques centaines de mètres au-delà de l'ancienne porte Noire (dite aussi Petite Porte de Laeken), elle enjambait la Senne et était située à l'actuelle intersection du boulevard Émile Jacqmain et de la petite ceinture.
Au XVIIIe siècle, elle servit de prison pour les militaires et abritait, aux étages du donjon central, une prison pour les comédiens et les musiciens de théâtre. Plusieurs membres de la troupe du théâtre de la Monnaie y furent incarcérés entre les années 1770 et 1790.
Pour passer de la rue de Laeken à la chaussée de Laeken (aujourd'hui chaussée d'Anvers), il était nécessaire d'effectuer un détour en U vers l'Est pour franchir l'enceinte à la porte de Laeken, et de revenir ensuite sur ses pas de l’autre côté de la muraille et du fossé inondé qui la bordait. Pour cette raison, au début du XIXe siècle, une nouvelle porte de l'octroi fut percée à travers les anciens remparts : la porte d'Anvers, permettant une traversée directe de l’enceinte. La porte de Laeken fut détruite en 1807, les remparts ayant été rasés et remplacés par des boulevards (qui forment ce qu'on appelle actuellement la petite ceinture). Les portes des remparts médiévaux furent remplacées par des portes de l'octroi, mais pas la porte de Laeken, dont la fonction était reprise par la porte d'Anvers (un moment aussi appelée porte Napoléon). Cette dernière se trouvait alors à l'intersection de la rue de Laeken, de la chaussée d'Anvers et de la petite ceinture. Ce dernier lieu est encore actuellement appelé porte d'Anvers.

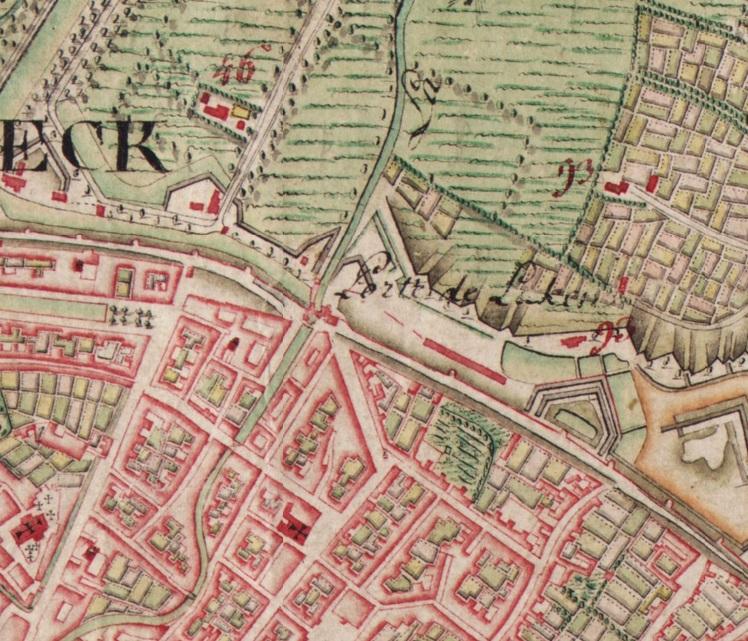
La porte de Laeken sur la carte de Ferraris du XVIIIe siècle